# Licsiang
Licsiang (egyszerűsített kínai írással: 丽江, pinjin: Lìjiāng) prefektúra szintű város Kínában, Jünnan tartományban. Lakosainak száma 1 253 878 fő (2020).

## Népesség
| 2020 | 1 253 878 |

## Testvérvárosok
- Roanoke